# Fereydan (Verwaltungsbezirk)
Fereydan (persisch شهرستان فریدن Schahrestan Fereydan) ist ein Schahrestan in der Provinz Isfahan im Iran. Er enthält die Stadt Daran, welche die Hauptstadt des Verwaltungsbezirks ist. Der Bezirk hat zwei Städte: Daran und Damaneh.

## Demografie
Bei der Volkszählung 2016 betrug die Einwohnerzahl des Schahrestan 49.890. Die Alphabetisierung lag bei 81 Prozent der Bevölkerung. Knapp 51 Prozent der Bevölkerung lebten in urbanen Regionen.
| Zensusjahr | Einwohnerzahl |
| ---------- | ------------- |
| 2011       | 53.606        |
| 2016       | 49.890        |